# Trigger (EP)
Trigger – EP szwedzkiej grupy In Flames wykonującej muzykę melodic death metal, wydany w roku 2003. Tytułowy utwór, "Trigger", pochodzi z ich szóstego albumu wydanego w 2002 roku, Reroute to Remain.

## Lista utworów

### Płyta Audio
1. "Trigger" (Single Edit)
2. "Watch Them Feed"
3. "Land of Confusion" (cover Genesis)
4. "Cloud Connected" (Club Connected Remix)
5. "Moonshield" (C64 Karaoke Version)

### Enhanced CD
1. "Trigger" (teledysk)
2. "Cloud Connected" (teledysk)

## Dodatkowe informacje
Teledysk do utworu "Trigger" przedstawia grupę In Flames koncertującą w klubie, jest ona prześladowana i wygwizdywana przez członków zespołu Soilwork, ukazane są także inne sytuacje pomiędzy członkami obu grup. Teledysk "Rejection Role" grupy Soilwork przedstawia odwrotną sytuację, Soilwork gra koncert a członkowie In Flames prześladują ich. W rzeczywistości obie grupy są ze sobą zaprzyjaźnione, teledysk został nakręcony w konwencji żartu.

## Twórcy
- Anders Fridén – wokal
- Björn Gelotte – gitara
- Jesper Strömblad – gitara
- Peter Iwers – gitara basowa
- Daniel Svensson – perkusja